# Gegants Guerrers de la Pedrera
En Badalot i en Forjat són uns gegants que neixen per defensar el rei Gaudí i la reina Pedrera, les figures que encapçalen la comparsa de la Casa Milà. Per això representen guerrers preparats per a lluitar: en Badalot porta una porra llarga amb punxes i en Forjat té un drac alat en forma de ceptre que està a punt d'atacar. Són unes figures de fesomia gaudiniana que porten al·legories de la mar i la muntanya, com ara reixes de pescar, gotims de raïm o petxines.
La història d'aquests gegants comença el 1998, quan l'Obra Social de la Caixa de Catalunya, després d'haver restaurat la Casa Milà d'Antoni Gaudí, coneguda popularment amb el nom de la Pedrera, decideix de construir un conjunt de figures que representin l'edifici en esdeveniments culturals i festius.
La construcció de la comparsa, formada pels guerrers, els reis i dos capgrossos, s'encarregà al mestre geganter Toni Mujal, que l'enllestí el 1998 mateix i de seguida es pogué estrenar amb motiu de la festa de la restauració a fons de la Pedrera. A partir d'aquell moment, les figures comencen a participar en cercaviles i trobades del barri, com també en les festes de la Mercè i les de Santa Eulàlia.
L'any 2002 va néixer la gegantona Crespinella, que representa la filla del rei Gaudí i la Reina Pedrera i és la gegantona de la Coordinadora de Geganters de Barcelona
L'any 2011, després d'estar tancats més de sis anys, els gegants tornen a veure la llum restaurats també per Toni Mujal, que els repinta, els canvia de vestit i els fa més portables. Aleshores, la Fundació Catalunya Caixa els cedeix a la Coordinadora de Geganters de Barcelona, encarregada encara avui de treure'ls i fer-los ballar en festes populars, de custodiar-los i de fer-ne el manteniment. Quan no surten, es troben exposats permanentment a la seu del Districte Municipal de l'Eixample.
Els Gegants de la Pedrera tenen ball propi, amb una música que és obra de Joan Amargós i una coreografia ideada per Abel Plana, Maurici Arias, Josep Maria Blanes, Miquel Burgès i Nicolás Alonso, membres de la Coordinadora de Geganters de Barcelona.